# 1389 en Angleterre
Chronologie de l'Angleterre
- 1385
- 1386
- 1387
- 1388
- 1389
- 1390
- 1391
- 1392
- 1393

Cette page concerne l'année 1389 du calendrier julien.

## Naissances en 1389
- 20 juin : Jean de Lancastre, 1er duc de Bedford, 1er comte de Richmond et de Kendal
- Date inconnue : 
  - William Bowes, soldat
  - John Clifford, 7e baron de Clifford
  - Hugues de Courtenay, 10e comte de Devon
  - Edward Stradling, noble

## Décès en 1389
- 4 mai : Thomas Brinton, évêque de Rochester
- 13 juillet : 
  - Roger de Clifford, 5e baron de Clifford
  - Élisabeth le Despenser, baronne Berkeley
- 5 septembre : Michael de la Pole, 1er comte de Suffolk
- 30 décembre : Jean de Hastings, 3e comte de Pembroke
- Date inconnue : John Guildesborough, speaker de la Chambre des communes